# 임종룡
임종룡(任鍾龍, 1959년 8월 3일 ~ )은 대한민국의 기획재정부 제1차관과 국무총리실장을 역임한 공무원이며, 금융위원회 위원장을 지냈다. 본관은 장흥이며, 전라남도 보성 출신이다.

## 생애
2011년 9월 5일 국무총리실장에 취임하였다. 2013년 3월 퇴임후 2013년 6월부터 2015년 2월까지 NH농협금융지주 회장을 지낸 뒤 2015년 3월 금융위원장에 취임하였다.

## 학력
- 영동고등학교 졸업(1978년)
- 연세대학교 경제학과 학사(1982년)
- 서울대학교 행정대학원 석사과정 수료
- 미국 오리건 대학교 경제학 석사

## 경력
- 1981 : 행정고시 24회 합격(재경직)
- 1993 : 재무부 국제관세과 사무관
- 1995.04 : 재무부 산업경제과 서기관
- 1998 : 재정경제부 금융기업구조개혁반장
- 1999.01 : 재정경제부 금융정책국 은행제도과장
- 1999.10 : 재정경제부 금융정책국 증권제도과장
- 2001.09 : 재정경제부 금융정책국 증권제도과장(부이사관)
- 2002.03 : 재정경제부 금융정책국 금융정책과장
- 2002.09 : 재정경제부 경제정책국 종합정책과장
- 2004,03 : 주 영국 대사관 참사관(재경관)
- 2006.11 : 재정경제부 금융정책국 금융정책심의관(고위공무원 나급)
- 2007.04 : 재정경제부 경제정책국장
- 2008.03 : 기획재정부 경제정책국장
- 2008.08 : 기획재정부 기획조정실장
- 2009.01 : 대통령실 경제금융비서관
- 2010.04 : 기획재정부 제1차관
- 2011.09 ~ 2013.03 : 국무총리실 실장
- 2013.04 ~ 2013.06 : 연세대학교 석좌교수
- 2013.06 ~ 2015.02 : NH농협금융지주 회장
- 2015.02 ~ 2017.07 : 금융위원회 위원장
- 2018 : 연세대학교 경제대학원 특임교수
- 2020.07 ~ 현재 : 법무법인(유) 율촌 고문
- 2021 ~ : 서울대학교 경제학부 겸임교수
- 2021.02 ~ 2021.11 : 국회 국민통합위원회 경제분과위원
- 2021.03 ~ 2023.03: 삼성증권 사외이사
  - 삼성증권 감사위원회 위원장
  - 삼성증권 임원후보추천위원회 위원장
  - 삼성증권 내부거래위원회 위원
  - 삼성증권 ESG위원회 위원
- 2021.03 ~ 2023.03: CJ대한통운 사외이사
  - CJ대한통운 내부거래위원회 위원장
  - CJ대한통운 감사위원회 위원
  - CJ대한통운 사외이사후보추천위원회 위원
  - CJ대한통운 보상위원회 위원
  - 2021.04 ~ 2023.03: CJ대한통운 ESG위원회 위원장
- 2023.03 ~ : 우리금융지주 회장
- 2023.03 ~ : 우리금융미래재단 이사장

## 사건·사고 및 논란

### 주요 발언
2010년 4월 30일 KBS1 라디오 '성기영의 경제 투데이'에 출연해 "현재 우리나라 가계부채의 60%가 주택담보대출이며 연체율도 50% 수준으로 70~80%인 미국이나 영국보다 낮아 현재로서는 관리가 가능하다"면서도 "다만 이 속도대로 가계부채가 지속적으로 늘어나는 것은 바람직하지 않아 은행 등을 통해 대출이 늘지 않도록 관리할 것"이라고 강조했다.
2010년 5월 18일 조선호텔에서 열린 '아시아시장으로의 자본흐름' 국제 컨퍼런스에 참석하여 "개방화된 한국경제의 특성상 글로벌 시장 변동에 따라 한국의 금융시장이 단기적으로 영향을 받을 가능성을 배제할 수 없다"며 그리스발 재정위기와 관련해 국내외 금융시장 상황과 국내경제 영향을 면밀히 점검하고 강화된 모니터링 체계를 가동하겠다고 밝혔다.
2010년 5월 23일  경제금융부문 합동대책반회의에서 "과거 북한 핵실험이나 서해교전 등 과거 유사사례를 살펴봐도 일시적으로 지정학적 리스크는 있겠지만 점차 안정을 찾을 것"이라며 천안함 침몰 원인과 관련 우리 경제에 미칠 영향은 제한적이라고 밝혔다.
2010년 6월 10일 "자본의 급격한 유출입을 규제하고 외환시장의 변동성을 줄이기 위한 정부 대책을 조만간 발표할 것"이라고 말했다. 이에 따라 은행이 자기자본의 일정 비율 이상을 선물환 거래를 할 수 없도록 하는 '선물환 규제'도 곧 시작될 것으로 보인다. 한편, 한국은행 금융통화위원회에서의 열석발언권 행사와 관련하여 “중앙은행과 정부가 서로의 생각을 알리고 듣는 것은 경제정책 전반을 운용하는 데 도움이 많이 된다.”고 밝혔다.
2010년 10월 21일 기획재정부 출입기자단과 간담회에서 사견을 전제로 "중국이 지금 금리를 올리는 등 나름대로 성의를 보이고 있다"며 "다퉈봐야 (선진국과 신흥국) 양쪽 모두 손해이고 이대로 가면 보호무역주의로 이어진다는 것을 알기 때문에 (환율 문제는) 합의가 될 거라고 본다"고 말했다.
2010년 11월 3일 "서민 물가를 안정시키기 위해 각 부처가 물가 점검을 강화했지만 현장 중심의 상시적이고 체계적인 대응은 부족했다고 본다"며 매주 현장을 중심으로 물가 점검을 벌여 서민생활에 미치는 영향을 면밀히 파악한 뒤 대책을 마련하겠다고 밝혔다.
2011년 1월 28일 물가안정대책회의에서 "최근 구제역과 이상 한파로 농축수산물 가격이 불안한 가운데 돼지고기 부분에 대해서는 매우 심각하게 생각하고 있다"면서 "이에 대해 할당 물량을 늘리는 등 모든 수단을 동원해 적극적으로 대응하겠다"고 말했다.
2011년 2월 11일 물가안정대책회의에서 "스마트폰 등 신규제품의 출시로 통신비가 줄었다는 국민 체감도가 0의 방향으로 가고 있다"며 "통신비의 실질적인 인하가 시장경쟁을 통해 이뤄질 수 있도록 하겠다"고 밝혔다.
2011년 3월 3일 서울 코엑스에서 열린 국제 컨퍼런스에서 "동아시아 공동의 경제번영을 위해 한·중·일 3국간 자유무역협정(FTA)을 추진해야 한다"고 밝혔다. 이어 "본격적인 FTA시대에 대비해 미국과 유럽연합(EU) 등 거대 선진 경제권과의 FTA를 조기에 발효해야 한다"며 "한·중·일 FTA를 추진해 FTA 활용기반 확충과 FTA활용을 통한 경쟁력 제고 등의 과제를 해결해야 한다"고 말했다.
2011년 3월 11일  "현재 환율은 지난해와 비교하면 2.6%, 2009년 대비로는 약 20%가 각각 절상, 물가가 안정될 수 있는 방향으로 가고 있다"며 "이것을 굳이 정부가 인위적으로 할 필요가 없고, 그럴 생각도 없다"고 강조했다.
2011년 3월 12일 경제금융상황점검회의에서 "물가에 직접적 영향을 미치는 소비재, 에너지·곡물 등의 일본 수입 비중은 크지 않다"며 일본에서 발생한 강진이 우리나라 물가에 미치는 영향은 제한적일 것이라고 전망했다.
2011년 3월 25일 물가안정대책회의에서 "4월 중순 이후 한파와 구제역의 영향이 완화되면서 농축수산물 수급이 개선돼 가격안정으로 연결될 것"이라며 "최근 농축수산물의 도매가격도 하락세를 보이고 있다"고 말했다.
2011년 4월 8일 물가안정대책회의를 열고, 서민 물가 안정방안으로 현재 2.5%의 수입관세가 적용된 밀가루에 대해 무관세(0%)로 낮춘다고 발표했다. 이어“세계적으로 이상기온 등으로 곡물 작황이 부진한 가운데 곡물가격 상승으로 밀가루, 빵 등으로 이어지는 가공식품 가격 상승이 불가피하다”고 말하고 “가공식품 가격은 서민생활과 직결되는 만큼 가격 안정에 적극 나서겠다”고 밝혔다.
2011년 5월 3일 물가안정대책회의에서 "도시가스요금 인상을 계기로 공공요금에 대한 불안이 커질 것이라는 우려가 있다"며 "공공요금에 있어서 지나치게 인상요인이 확대 또는 집중되지 않도록 정부가 노력하겠다"고 강조했다.
2011년 6월 8일  "최근 정치권 등을 중심으로 무상급식, 무상의료, 무상보육 등 이른바 '무상 복지'를 비롯한 다양한 복지 논쟁이 제기되고 있지만 소요되는 막대한 재정부담 등의 사유를 신중하게 따져보고 또 따져봐야 한다"고 말했다.이어 "최고의 복지는 안정된 일자리"라며 "일자리를 창출해 말그대로 일을 통한 복지를 실현하겠다"고 밝혔다.
2011년 6월 17일 “도로 통행료와 전기료를 중심으로 차등요금제를 확대하는 방안을 검토해달라”고 관계부처에 당부했다. 또한“정부는 에너지절약시설의 지원 확대 등 인센티브를 보다 확대하고 에너지 절약을 위한 구체적 실천방안을 담은 매뉴얼을 보급하겠다”면서 무엇보다 “에너지 수요가 증가하는 여름철 성수기를 앞두고 전 국민의 에너지절약 노력이 필요하다”고 강조했다.
2011년 6월 28일 물가안정대책회의에서 "정유사의 석유가격 100원 할인 종료를 앞두고 국민 불편이 발생하지 않도록 주유소의 위법행위에 대해 법 집행을 엄중히 하겠다"고 밝혔다.
2011년 7월 15일 물가안정대책회의에서 국제유가와 환율, 정유사와 주유소 마진 등을 감안해 기름값 할인 전과 비교할 때 과연 기름값을 올릴 이유가 있는지에 대해 극히 의심스럽다며 할인가격 환원을 이유로 한 휘발유 소비자가격 인상은 설득력이 없다고 비판했다.
2011년 8월 7일 경제금융상황점검회의에서 "전체적인 경제여건을 볼 때 2008년 금융위기와 같은 충격이 다시 발생하지 않을 것"이라며 "세계 경제의 재침체 가능성은 크지 않다" 말했다.
2011년 8월 18일  "법인세, 소득세의 최고세율을 인하하겠다는 당초 방침을 유지하겠다"며 "이를 통해 민간 경제를 활성화시켜 일자리를 창출해야 한다. 또 세계적으로 세율이 낮아지는 추세에서 우리 기업들이 국제경쟁력을 가질 수 있도록 도와줘야 한다"고 세금 인하 방침을 고수하는 이유를 설명했다. 또한, "(유류세 인하를) 현재로서 생각하지 않고 있다"며 "유가 추이를 보면서 서민에게 급격한 부담이 생기면 유류세 인하를 검토하겠다"고 말했다.
2011년 9월 1일 실물경제 회복세 둔화와 물가 급등에도 현재 거시정책 기조를 유지하겠다고 밝혔다. 다만, "세계 경기 동향과 각국 정책대응이 아주 긴박하게 움직이고 있어 우리 경제에 어떤 영향을 미칠 것인지 어느 때보다 면밀히 분석할 필요가 있다"면서 "현 정책기조는 유지하지만 변화하는 국제환경 정책대응 방향을 감안해 실기하지 않고 유연하고 신속하게 대응 하겠다"고 밝혔다.
2011년 9월 2일 기획재정부 1차관 이임사에서 "물가안정은 서민에게 호흡과 같다"며 "(서민의) 숨이 가빠지지 않도록 하는 것이 기획재정부에 주어진 어느 과제보다 우선한 소명"이라고 밝혔다.
2011년 9월 5일 "(기재부는) 경제 문제에 국한돼 있었는데 (총리실은) 갈등과 사회문제 등을 폭넓게 해소해야 하니 많은 의견을 들을 것"이라고 밝혔다.
2011년 9월 26일 "동절기 이전에 전력수급 관리와 위기 대응 시스템 개선 등 정전 재발방지 대책을 마무리 하겠다"며 정전 직전 전력거래소가 지경부에 상황이 호전됐다고 보고한 것과 관련해서는 "지경부 입장에서는 허위보고라는 얘기가 나올 수 있다"며 "하지만 전력 거래소 입장에서는 이제까지 쭉 그렇게 해 왔기 때문에 허위보고가 아니라는 입장"이라고 말했다.
2011년 10월 7일 광주인화학교의 성폭력 사건과 관련 "지금 실시되고 있는 장애인 특수학교 및 복지시설 전반에 대한 실태점검을 토대로 금년 말까지 추가적인 후속대책도 마련할 계획"이라고 말했다.

### 경제부총리 지명과 낙마
2016년 기획재정부 장관 겸 경제부총리에 지명되었으나 국회 절차가 이루어지지 않고 임명되지 않은 상태에서 박근혜 대통령 탄핵 소추가 일어나 지명의 효력이 소멸하고, 여야와 황교안 대행이 유일호 부총리 유임 결론을 내려 황교안 대행이 임종룡을 경제부총리로 다시 지명하지 않아 부총리 후보에서 낙마하여 금융위원장직을 계속 수행한다.